# Stefan Meetschen
Stefan Meetschen (* 7. Januar 1969 in Duisburg) ist ein deutscher Autor und Journalist.

## Leben und Wirken
Stefan Meetschen wuchs in Wesel auf. Er erwarb ein Diplom der Gesellschafts- und Wirtschaftskommunikation an der Hochschule der Künste Berlin. Mit einer kulturwissenschaftlichen Arbeit über den polnischen Filmregisseur Krzysztof Kieślowski wurde er an der Universität für Sozial- und Geisteswissenschaften SWPS in Warschau zum Dr. phil. promoviert. Bereits während des Studiums schrieb Meetschen Kurzhörspiele, u. a. für den Hessischen Rundfunk. 2002 wurde ihm von der Berliner Stiftung Preußische Seehandlung ein Literatur-Stipendium verliehen.
Seit Beginn der 2000er Jahre arbeitet Meetschen als freier Journalist. Bei der konservativ-katholischen Wochenzeitung Die Tagespost verantwortete er von 2012 bis 2023 als Redakteur die Bereiche „Feuilleton“ sowie „Aus aller Welt“. Seither wirkt er als Redakteur im Hauptstadtstudio der Katholischen Nachrichtenagentur (KNA) in Berlin.
Daneben veröffentlichte Meetschen Bücher zu christlich spirituellen Persönlichkeiten. Er lebt seit 2007 mit seiner Ehefrau Anna Meetschen in der Nähe von Warschau.

## Publikationen

### Sachbücher (Auswahl)
- Digitale Spiritualität. Eine Betriebsanleitung. fe-Medienverlag, Kißlegg 2012, ISBN 978-3-86357-029-3.
- Ein gerader Weg. Der katholische Journalist, Widerstandskämpfer und Märtyrer Fritz Gerlich. fe-Medienverlag, Kißlegg 2015, ISBN 978-3-86357-134-4.
- als Hrsg. mit Alexander Pschera: Poeten, Priester und Propheten. Leben und Werk inspirierender Schriftsteller. „Die Tagespost-Literaturserie“. fe-Medienverlag, Kißlegg 2016, ISBN 978-3-86357-152-8.
- als Hrsg. mit Alexander Pschera, Alexander Riebel: Poeten, Priester und Propheten. Leben und Werk inspirierender Schriftsteller. „Die Tagespost-Literaturserie“, Band 2. fe-Medienverlag, Kißlegg 2020, ISBN 978-3-86357-152-8.
- Das geheimnisvolle Leben der Anna Schäffer. Mystikerin des Leidens. Media Maria Verlag, Illertissen 2020, ISBN 978-3-947931-21-7.
- Love is the motor: A Hermeneutical Study of the Relationship between Men and Women in the Films of Krzysztof Kieślowski. Wydawnictwo RHETOS, Warschau 2020, ISBN 978-83-954739-5-1.
- Das Geheimnis von Sting. Die Bedeutung der Spiritualität in der Karriere einer Ikone der Popkultur. Eine kulturwissenschaftliche Analyse / Tajemnica Stinga. Znaczenie duchowości w karierze ikony popkultury. Analiza kulturoznawcza.[8] Wydawnictwo Akademii Ignatianum, Krakau 2023, ISBN 978-83-7614-536-5.

### Romane
- Requiem für einen Freund. Königshausen & Neumann, Würzburg 2004, ISBN 3-8260-2764-7.
- Guten Tag. Königshausen & Neumann, Würzburg 2009, ISBN 978-3-8260-3994-2.

### Übersetzungen (Auswahl)
- Johannes Paul II.: Ich bin ganz in Gottes Hand. Persönliche Notizen 1962–2003. (Originaltitel: Jestem bardzo w rękach Bożych. Notatki osobiste 1962–2003); übersetzt zus. mit Anna Meetschen, Herder Verlag, Freiburg i. Br. 2014, ISBN 978-3-451-31333-2.
- Slawomir Oder, Saverio Gaeta: Darum ist er heilig. Der wahre Johannes Paul II. – Erzählt aus der Sicht seines Postulators im Seligsprechungsprozess. Übersetzt zus. mit Anna Meetschen, fe-Medienverlag, Kißlegg 2014, ISBN 978-3-86357-076-7.
- Massimo Faggioli: Sacrosanctum Concilium. Schlüssel zum Zweiten Vatikanischen Konzil. (Originaltitel: True Reform. Liturgy and Ecclesiology in Sacrosanctum Concilium); Herder Verlag, Freiburg i. Br. 2015, ISBN 978-3-451-31283-0.